# 時東ぁみ
時東 ぁみ（ときとう あみ、1987年9月25日 - ）は、日本の女性アイドル、女優、タレント、歌手、DJ、ラジオパーソナリティ、MC、元グラビアアイドル。旧芸名は時東あみ。愛称はぁみにぃ（DJではぁみち）。
サンミュージックプロダクション所属。東京都出身、血液型はO型。特技はバスケットボール、趣味はトレーニング。夫はPsycho le Cémuのボーカリスト・DAISHI。1児の母。
防災士の民間資格を取得し「防災士・時東ぁみ」として、防災に関する啓発活動や著作執筆などの活動も行っている。

## 来歴
2005年（平成17年）
- 7月、ミスマガジン2005つんく♂賞を受賞[2]。
- 12月、「(1)さなぎのバスローブ」でインディーズデビュー。

2006年（平成18年）
- 4月、「せんちめんたる じぇねれ〜しょん」でメジャーデビュー。
- 7月、プロ野球東北楽天ゴールデンイーグルス始球式（フルキャストスタジアム宮城）。
- 8月、初座長公演（つんく♂タウンTHEATER 旗揚げ公演）『CRY FOR HELP! 〜宇宙ステーション近くの売店にて〜』
- 12月、JFN系列「第9回インターネット音楽祭」bayfm賞受賞。SPHERE LEAGUE Award 2006 ベストパフォーマンス賞受賞。

2007年（平成19年）
- 1月、社団法人日本ボウリング場協会主催の第14回ボウリング・マスメディア大賞グランプリ受賞。
- 4月、藤田志穂プロデュースギャルユニット「ギャルル」に参加。
- 5月、フォーミュラニッポン・決勝富士スピードウェイPR大使。
- 9月、『こちら葛飾区亀有公園前派出所』の寿司職人（声・泉谷しげる）の娘、土呂わさび役で声優デビュー。

2008年（平成20年）
- 1月、社団法人日本ボウリング場協会主催の第15回ボウリング・マスメディア大賞2年連続グランプリ受賞。
- 4月、『スミレ16歳!!』の塚本水樹役でドラマデビュー。
- 7月、エプソン 品川アクアスタジアム「イルカ応援団」名誉団員就任。
- 9月、東京都港区・警視庁高輪署初の一日署長就任。
- 10月、ドラマ版『鉄道むすめ』の京成電鉄・中山ゆかり役でドラマ初主演。鉄道むすめシリーズトップ出演を飾る。
- 11月、ネット配信楽曲「一生一緒」で初作詞。NTTdocomoキックオフイベント「4 Colors The BRAND NEW COLLECTION」（六本木ヒルズ）のファッションショーにおいて芸能人・著名人部門総20名の1番目にモデル出場、ショーのトップを飾る。

2009年（平成21年）
- 5月、時速246主催（欽劇・川本成プロデュース）舞台『ささやかなこの人生』に出演。テレビ朝日コミックフェスティバル第1回出展作品『花咲く王子と青山で』の原作・監修を手掛ける。自身がデザイン・プロデュースした眼鏡のブランド「Laue」の販売が開始される。
- 7月、プロ野球埼玉西武ライオンズ始球式（西武ドーム）。
- 8月、東貴博プロデュース舞台〜FIRE HIP'S第一回公演〜HAPPY HAPPY BIRTHDAY!!に出演。
- 10月、FUJIYAMA MUSIC FESTIVAL09にDJとして参加、DJデビュー。

2010年（平成22年）
- 2月、『COACH コーチ 40歳のフィギュアスケーター』の笠井千夏役で映画デビュー。
- 7月、映画『踊る大捜査線 THE MOVIE3 ヤツらを解放せよ!』に出演。
- 9月、デビュー5周年記念イベント開催。

2011年（平成23年）
- 4月、東日本大震災チャリティープロジェクト「STAND UP! JAPAN」『被災地にエールを送ろう! 今こそ立ち上がれ ニッポン! STAND UP! JAPAN』メインパーソナリティー：T.M.Revolution 西川貴教の9時間生放送チャリティー番組において総出演100名を超えるアーティスト出演の1番目に登場、トップを飾る。
- 4月、5年間在籍したシャイニングウィルを退社。眼鏡ブランド「Laue」販売終了。
- 6月、移籍先事務所がサンミュージックに決まる（業務提携）。

2016年（平成28年）
- 10月、Psycho le Cemuのボーカル・DAISHIと結婚したことを、自身のブログで報告[2][3]。

2021年（令和3年）
- 10月21日、約4年半の不妊治療の末、第1子を妊娠したことを報告[6]。

2022年（令和4年）
- 3月11日、第1子となる男児を出産した[7]。

2023年（令和5年）
- 11月5日、ボディーコンテスト「APF　JAPAN CLASSIC 2023」に出場し、3位入賞した[8]。

2025年（令和7年）
- 1月24日、デビュー20周年を記念した楽曲「わたしはアイドル」を配信リリース[9]。楽曲は8utterflyがサウンドプロデュースを担当した。

## 人物
- シングルがつんくプロデュースなため、ハロー!プロジェクト（ハロプロ）のメンバーと思われがちだが、デビューから現在までハロプロメンバーではない。本人は自身について、あくまで「グラビアアイドル」と語っている。
- バスケットボール部に所属しており、『月刊バスケットボール』で連載も持っていた。
- 芸能人女子フットサルチーム「ミスマガジン」ではゴールキーパー（ゴレイロ）を務めていた。背番号は1。バスケットボール経験者ならではの反応の鋭さと強肩でスフィアリーグではトップクラスである。
- 倉科カナとはミスマガジン受賞仲間で、フットサルのチームメイトでもある。お互いを親友と認め合う仲で、2人で生放送番組中にお互いのブログにコメントをし合うほどの旧知の仲である。
- 2007年4月にギャル曽根、安倍麻美との3人で、ギャルユニット「ギャルル」を結成している。ここでの芸名は「ぁみみ」。
- 東大阪市テーマソング『東大阪めっちゃ元気な「まち」やねん』を、作曲を手がけたつんく、稲葉貴子、松井雄飛らと歌った。
- 防災士としてメディアに登場したり、イベントに出る際には白いサロペットとオレンジ色のポロシャツという組み合わせで登場することが多い。この格好をいつから始めたかは不明だが、2017年9月3日に和歌山市で行われたイベントでこの格好をしていることが確認できる(参照)。
- 回る系の乗り物が苦手。

### 眼鏡
眼鏡は時東を語る上で重要なアイテムであり、眼鏡にまつわるエピソードは数多い。芸名を「時東あみ」に改名した際に眼鏡を着用し始めた。眼鏡っ娘アイドルとして著名な存在になったが、本人の公式ホームページでのプロフィールやテレビ番組出演で、両眼とも視力1.5であると自ら公表しているように視力は良く、伊達眼鏡を使用している。本人曰く「メガネさえあれば恥ずかしくない」とのこと。なお、テレビ朝日のバラエティ番組『アメトーーク』では「アイドル眼鏡」と言っている。
- 使用している眼鏡は、レンズの入っていないフレームだけの伊達眼鏡である。眼鏡にレンズを入れていない理由は、撮影等の際に光がレンズに反射するのを防ぐため（大橋巨泉など、実際に実生活で眼鏡を使っている人物も同様の理由でテレビ出演等ではレンズ無しの伊達眼鏡を使う者が多い）。縁なし眼鏡の場合は乱反射防止コーティングを施している。感激して溢れた涙をレンズの無い眼鏡の上から拭こうとしたなどの失敗談もある。
- フットサルの練習時や試合中は危険防止のため、眼鏡の代わりにゴーグルを着用する。
- ユニセフに寄付する目的で、本人使用眼鏡を「裏のオク〜楽オク生活のすすめ〜」に出品したことがある。
- 本人によると最近視力が低下傾向であり、「このままだと（実生活で）本当に眼鏡が必要になるかもしれない」と危惧しているとのこと。
- 2009年5月より、自身でデザイン・プロデュースを手掛けた眼鏡ブランド「Laue（ラウエ）」[10]を展開していた。2011年4月に閉店。

### 資格・検定
資格マニアで、防災士資格をはじめ多数の資格・検定を取得している。ボランティアにも非常に関心が高く、自身の番組で特集を組んだり、チャリティーオークションにも積極的に参加していた。またデビュー時より盲導犬募金を行っていた。
取得した資格・検定は以下のとおり。
- 防災士認証状、上級救命技能講習修了
- 手話技能検定（手話検定）4級
- 実用英語技能検定（英検）3級
- 食品衛生責任者講習修了
- クリーニング師免許
- ジグソーパズル検定1級
- ペット災害危機管理士3級、ペットセーバー
- 整理収納アドバイザー2級、ダイエットインストラクター、プロテインマイスター
- 環境アレルギーアドバイザー、チャイルドケアプラス
- TCカラーセラピスト、耳つぼジュエリーアーティスト
- 無人航空機（ドローン）操縦技能

## 主な出演

### テレビ番組
- 時東ぁみのチャレンジステーション（2008年1月9日 - 2009年3月2日、あっ!とおどろく放送局）
- 不動産王（2008年4月8日 - 2009年3月、BS11） - 初のMC番組
- しゃべクリエーター（2009年3月6日 - 10月2日、あっ!とおどろく放送局）
- みんなの願いを叶えたい! 土曜（2009年3月21日 - 2010年4月24日、あっ!とおどろく放送局）
- KUNOICHI（2009年10月7日　TBSテレビ）
- 大進撃放送BONZO!（2010年7月6日 - 2011年4月26日、TOKYO MX）
- 趣味Do楽『3か月でフルマラソン』（2012年4月2日 - 5月28日、NHK Eテレ） - 生徒
- 三宅智子の女子的☆駅弁紀行（2013年3月16日 - 8月、鉄道チャンネル）- 語り
- ニュース女子（2015年 - 、DHCシアター）

### テレビアニメ
- こちら葛飾区亀有公園前派出所『両さんの寿司食いねえ!〜頂上マグロ対決!!〜』（2007年9月30日・10月6日、フジテレビ） - 土呂わさび 役[11]

### テレビドラマ
- スミレ16歳!!（2008年4月13日 - 2008年6月29日、BSフジ） - 塚本水樹 役
- ドラマ 鉄道むすめ -Girls be ambitious!- 京成電鉄編（2008年10月10日 - 17日、tvk 東名阪6局ネット） - 中山ゆかり 役（主演）
- 土曜ワイド劇場 司法教官・穂高美子3（2014年5月31日、テレビ朝日） - 司法研修シミュレーション：女A 役

### WEBドラマ
- モテ自動車ドライブ（ヤフー動画ショートドラマ） - 主演
- 外湯巡りミステリー「道後ストリップ嬢連続殺人」（YouTube「フィルムエストTV」[注 1]、2024年9月13日公開）

### ラジオ
- 時東ぁみのパインナッポー美人!（『レコメン!』内コーナー）（2006年4月3日 - 2007年9月24日、文化放送）
- 時東ぁみのいちご-X（『RADIO-X』内コーナー）（2006年4月4日 - 2007年12月末、NACK5）
- ゴチャ・まぜっ!金スペ（2007年10月12日 - 2008年4月4日、MBSラジオ）
- 時東ぁみ Virtual Radio Walker（2008年1月1日 - 2009年3月26日、NACK5）
- Oh!JaMa（2009年3月30日 - 2010年3月31日、NACK5）
- ラジオマンジャック（2013年4月6日 - 、NHK-FM）
- 時東ぁみの危機耳ラジオ〜その時のために〜（2014年10月 - 、ローカルAM各局）
- FORTUNE MEETING（2015年7月3日 - 12月25日、bayfm）

### 映画
- COACH コーチ 40歳のフィギュアスケーター（2010年2月6日公開、ブルーローズシネマパートナーズ） - 笠井千夏 役
- 踊る大捜査線 THE MOVIE3 ヤツらを解放せよ!（2010年7月3日公開、東宝） - 瀬川クミ 役
- 牙狼<GARO> 〜RED REQUIEM〜（2010年10月30日公開、東北新社）
- LOVEToRAIN（2012年2月公開）

### WEB番組
- おしゃ金バンブーチャンネル（K'z Station、2008年4月 - 2008年12月） - 第11期準レギュラー
- 時東ぁみと倉科カナの今夜は生（ライブ）だ!（Second Lifeほか、2009年2月6日）
- KYORAKU × Sammy あしたのジョー特別サイト 打つべし.com（2009年10月27日 - 2010年6月30日） - メインキャスター
- 時東ぁみの一緒にサーフィン (ustream、2010年8月26日 - 2012年）
- 時東ぁみのおしとやか計画?!（DMM.com、2010年12月9日 - 2011年3月10日）
- 東日本大震災チャリティープロジェクト「被災地にエールを送ろう! 今こそ立ち上がれ ニッポン! STAND UP! JAPAN」（ニコニコ動画・GyaO!、2011年4月2日）
- Lucy's Trick[12]（2016年、NETCINEMA.TV）

### ライブ
- 時東ぁみ初ライブ '06春 〜ザ・中野サンプラ〜（2006年4月1日、中野サンプラザ）
- '06初夏 〜ロクサン!せんちめんたるGIG〜（2006年6月3日、原宿アストロホール）
- '06夏 〜盆明けハイパーGIG〜（2006年8月18日、Shibuya O-WEST）
- '06冬“I'm a lady〜じれったい私のX'mas〜”（2006年12月3日、Shibuya O-WEST）
- '07春 〜ぁみコレ〜（2007年3月11日、Shibuya O-EAST）
- '07夏 〜Fカップ コンサート〜（2007年8月25日、Shibuya O-EAST）
- 時東ぁみ抽選限定ライブ 春の時東まつり 〜バレンタイン編〜（2008年2月24日、パシフィックヘブン）
- 時東ぁみ抽選限定ライブ 春の時東まつり 〜ホワイトデー編〜（2008年3月15日、パシフィックヘブン）
- 時東ぁみ抽選限定ライブ 春の時東まつり 〜ファイナル〜（2008年3月28日、パシフィックヘブン）
- 時東ぁみX'mas スペシャルライブ（2008年12月21日、ISHiMARU SOFT2）
- ときめきアコースティックライブ Vol.1（2009年4月19日、Live Inn Magic）
- 3030g→Fカップに成長したよ22歳 時東ぁみBirthdayライヴ（2009年9月23日、MOSAiC）
- クリスマスの浮かれ気分のまま上げてこッ!2009大反省会♪〜歌うし・しゃべるし・回すし〜（2009年12月28日、MOSAiC）
- 「女に生まれてよかった」時東ぁみ23歳バースディパーティー『四捨五入したらまだ20歳だもん!!』〜あと、5周年ね☆〜（2010年9月20日、CLUB CRAWL）
- 時東ぁみアコースティックライブ〜みんなの思い出song歌っちゃいます〜（仮）（2011年6月7日、CLUB CRAWL）

### 舞台
- すけだち（2007年、新宿コマ劇場）
- 時速246主催（欽劇・川本成プロデュース） ささやかなこの人生（2009年5月13日 - 17日、恵比寿エコー劇場）
- 東貴博プロデュース 〜FIRE HIP'S 第一回公演〜 HAPPY HAPPY BIRTHDAY!!（2009年8月1日 - 2日、北沢タウンホール）
- S×Sプロデュースvol.5「SHUFFLE」（2010年8月19日 - 22日、シアターサンモール）
- 神田時来組「改訂版!!そして龍馬は殺された」（2010年11月18日 - 23日、シアターサンモール）
- はらぺこペンギン!第17回公演「愛の蟻地獄」（2011年7月7日-18日、OFF・OFFシアター）
- ベニバラ兎団Vol.8「Bio9-バイオナイン-」（2011年9月16日-19日、シアターモリエール）

### ミュージカル
- フットサルミュージカル『ピヴォ☆ガール』（2006年1月6日 - 9日）
- つんく♂タウンTHEATER 旗揚げ公演 第1弾 時東ぁみ 座長公演『CRY FOR HELP! 〜宇宙ステーション近くの売店にて〜』（2006年8月2日 - 16日） - 乙川あみみ 役

### 雑誌連載
- 月刊バスケットボール『時東ぁみのキラリ★BB突撃隊』（2006年10月 - 2007年9月、日本文化社）
- Big Tomorrow『時東ぁみプロデュース月刊アキハバラ』（2007年11月 - 2008年、青春出版社）
- Tokyo★1週間『時東ぁみの芸人Watching メガネは見た!!』（講談社）
- 月刊egg『ぁみちの乙女進化論!』（2009年8月 - 、大洋図書）

## リリース作品

### 写真集
- 生真面目（2005年8月24日、彩文館出版、撮影：小塚毅之）ISBN 978-4775600900
- ミスマガジン2005 THE BIKINI SPECIAL!（2006年3月、講談社、撮影：木村晴、井ノ元浩二）ISBN 978-4063646603・・・共演：中村優、鈴木美生、北乃きい、小林ユリ、加藤理恵
- ぁみの取扱い説明書(トリセツ)（2007年11月3日、角川クロスメディア、撮影：根本好伸）ISBN 978-4048947084
- グラマラスベイビー （2009年8月25日、彩文館出版、撮影：西條彰仁）ISBN 978-4775604274
- 戀人よ（2015年7月23日、イーネット・フロンティア、撮影：沢渡朔）ISBN 978-4862058966

### コミック
- 花咲く王子と青山で（2009年5月20日、テレ朝コミック） 原作・監修、時東ぁみ。作画は唐花見コウ。電子コミックとして配信。大好評に付き書籍化、2009年9月12日にフレックスコミックスより第1巻が出版される。

### イメージDVD
1. 高橋幸子・時東あみ （2005年5月28日、ビーエムドットスリー、高橋幸子との共演作）
2. Occhiali-オッキアーリ （2005年6月17日、リバプール）
3. ミスマガジン2005 （2005年10月21日、バップ）
4. 天使の悪戯 （2005年11月25日、リバプール）
5. メガネのばかやろー （2005年11月25日？、リバプール）
6. ドキドキ、トキメキ 時東ぁみ （2008年3月21日、竹書房）
7. しっとり、まったり 時東ぁみ （2008年3月21日、竹書房）
8. 幸福眼鏡-ハッピーグラス（2008年7月30日、リバプール）
9. 魔法のアルバム・1000枚限定発売（2008年11月1日、シャイニングウィル）
10. どうしよかな〜（2010年3月22日、シャイニングウィル）
11. 初旅行（2011年5月27日、エスデジタル）
12. 翼の生えた彼女（2012年10月26日、エスデジタル）
13. pantat（2014年4月4日、キングダム）
14. Batas（2014年6月20日、キングダム）

### 音楽系DVD
- 1stミュージッククリップス「ミュージックV特集1 〜パインナッポー!〜」 （2006年4月1日）
- 時東ぁみ 初ライブ '06春 〜ザ・中野サンプラ〜 （2006年6月14日）
- シングルV「TAWAWA 夏ビキニ」 （2007年6月6日、「時東ぁみ with THE ポッシボー」名義）
- 時東ぁみ with THE ポッシボーライブ'07春〜ぁみコレ ポッシコレ〜 （2007年9月19日）

### 舞台DVD
- つんく♂タウンTHEATER #1 時東ぁみ座長公演「CRY FOR HELP! 〜宇宙ステーション近くの売店にて〜」 （2006年12月20日）
- 「すけだち」 （2007年12月5日）

### テレビドラマDVD
- スミレ16歳!! DVD-BOX1 （2008年7月16日）塚本水樹役
- スミレ16歳!! DVD-BOX2 （2008年8月20日）塚本水樹役
- ドラマ鉄道むすめ 〜Girls be ambitious!〜京成電鉄・駅務掛 中山ゆかり starring 時東ぁみ （2009年2月4日）主演・中山ゆかり役

### バラエティDVD
- むちゃぶり3rdシーズン完全版Vol.1 （2009年1月30日）ゲスト出演
- 全日本オヤジ選手権 （2010年4月28日）審査委員として出演

## ディスコグラフィ

### シングル
| 枚   | 発売日         | タイトル                        | 規格品番               | 規格品番               | オリコン 最高位 |
| 枚   | 発売日         | タイトル                        | 初回限定盤             | 通常盤                 | オリコン 最高位 |
| ---- | -------------- | ------------------------------- | ---------------------- | ---------------------- | --------------- |
| 1st  | 2006年4月19日  | せんちめんたる じぇねれ〜しょん | MJCD-23018             | MJCD-23019             | 23位            |
| ※    | 2006年7月12日  | 宇宙から〜CRY FOR HELP!〜       |                        | GFCG-10905             | 93位            |
| 2nd  | 2006年11月1日  | I'm a lady 〜じれったい私〜     | QWCT-10001             | QWCT-10002             | 29位            |
| 3rd  | 2007年2月7日   | 愛ヤイ 愛ヤイ!                  | QWCT-10004             | QWCT-10005             | 54位            |
| 4th  | 2007年5月16日  | TAWAWA 夏ビキニ                 | QWCT-10006             | QWCT-10007             | 35位            |
| 配信 | 2008年11月11日 | 一生一緒                        | デジタル・ダウンロード | デジタル・ダウンロード |                 |
| 5th  | 2012年7月25日  | バイバイと手を振る私には涙の跡  | XNBG-20001/B           | XNBG-20002             |                 |
| 配信 | 2020年9月18日  | だぁくねす☆めもりぃず           | デジタル・ダウンロード | デジタル・ダウンロード |                 |
| 配信 | 2025年1月24日  | わたしはアイドル                | デジタル・ダウンロード | デジタル・ダウンロード |                 |

### 会場限定販売CD
| 発売日        | タイトル               | 規格品番 | 備考                                                       |
| ------------- | ---------------------- | -------- | ---------------------------------------------------------- |
| 2009年9月6日  | キューピットピンクな恋 | SWCD-006 | 写真集『グラマラスベイビー』発売記念イベントにて限定販売。 |
| 2010年6月19日 | 『ありがとう』         |          | イベント『JPSガールズボイス-32』にて限定販売。             |

### 未音源化楽曲
| 発表年 | 曲名                     | 備考                                             |
| ------ | ------------------------ | ------------------------------------------------ |
| 2015年 | Oh Yeah                  | 『ベトナムフェスティバル2015』のために作られた曲 |
| 2012年 | ハチャメチャ Party Story |                                                  |
| 2018年 | オッケー! BOUSAI!        | 公式Youtubeチャンエルにて公開された防災ソング    |

### ミニ・アルバム
| 枚     | 発売日        | タイトル              | 規格品番   | 規格品番              | オリコン 最高位 |
| 枚     | 発売日        | タイトル              | 初回限定盤 | 通常盤                | オリコン 最高位 |
| ------ | ------------- | --------------------- | ---------- | --------------------- | --------------- |
| 1st    | 2005年12月7日 | ①さなぎのバスローブ   | GFCG-10903 | GFCG-10901 GFCG-10902 | 圏外            |
| 2nd    | 2006年3月15日 | ②好きです…。          |            | GFCG-10904            | 188位           |
| ベスト | 2007年8月17日 | 時東ぁみ! ベスト第1巻 |            | QWCT-10013            |                 |

### 参加作品
| 発売日         | 商品名                                          | 歌       | 楽曲               | 備考                                                       |
| -------------- | ----------------------------------------------- | -------- | ------------------ | ---------------------------------------------------------- |
| 2008年10月15日 | リズム天国全曲集                                | 時東ぁみ | 「ザ☆ぼんおどり」  | ゲームボーイアドバンス用ゲーム『リズム天国ゴールド』挿入歌 |
| 2016年8月24日  | コロムビアキッズ キッズソング ハッピー☆ボックス | 時東ぁみ | 「カッパノナミダ」 | NHK教育テレビ『みんなのうた』挿入歌                        |

### 映像作品
| 枚                 | 発売日        | タイトル                                   | 販売形態 | 規格品番   | オリコン 最高位 |
| PV集               | PV集          | PV集                                       | PV集     | PV集       | PV集            |
| ------------------ | ------------- | ------------------------------------------ | -------- | ---------- | --------------- |
| 1st                | 2006年4月1日  | ミュージックＶ特集１～パインナッポー！     | DVD      | GFV-10901  | -               |
| ライブ・コンサート |               |                                            |          |            |                 |
| 1st                | 2006年6月14日 | 時東ぁみ 初LIVE '06春 ～ザ・中野サンプラ～ | DVD      | GFV-30902  | -               |
| 2nd                | 2007年9月19日 | ライブ '07春 ～ぁみコレ ポッシコレ～       | DVD      | QWBT-50005 | -               |
| ビデオ・シングル   |               |                                            |          |            |                 |
| 1st                | 2007年6月6日  | TAWAWA 夏ビキニ                            | DVD      | QWBT-50003 | -               |

### タイアップ一覧
| 楽曲                            | タイアップ                                                                                      | 時期   |
| ------------------------------- | ----------------------------------------------------------------------------------------------- | ------ |
| せんちめんたる じぇねれ〜しょん | テレビ東京系アニメ『スクールランブル二学期』オープニング・テーマ                                | 2006年 |
| この涙があるから次の一歩となる  | テレビ東京系アニメ『スクールランブル二学期』エンディング・テーマ                                | 2006年 |
| 宇宙から～CRY FOR HELP!～       | つんく♂タウンTHEATER 旗揚げ公演 第一弾『CRY FOR HELP!～宇宙ステーション近くの売店にて～』主題歌 | 2006年 |
| I'm a lady〜じれったい私〜      | 日本テレビ系『音楽戦士 MUSIC FIGHTER』11月度オープニング・テーマ                                | 2006年 |
| I'm a lady〜じれったい私〜      | 日本テレビ系『1/3娘』10月度エンディング・テーマ                                                 | 2006年 |
| 愛ヤイ 愛ヤイ!                  | 日本テレビ系『グッドルッキンクラブ』2月度エンディング・テーマ                                   | 2007年 |
| 恋のハニースイ～トエンジェル    | ゲームボーイアドバンス用ゲーム『リズム天国』挿入歌                                              | 2007年 |
| ザ☆ぼんおどり                   | ゲームボーイアドバンス用ゲーム『リズム天国』挿入歌                                              | 2007年 |
| バイバイと手を振る私には涙の跡  | 日本テレビ系『ポシュレD深夜店』オープニング・テーマ                                             | 2012年 |
| カッパノナミダ                  | NHK教育テレビ『みんなのうた』挿入歌                                                             | 2016年 |
| だぁくねす☆めもりぃず           | ゲームアプリ『クイズRPG 魔法使いと黒猫のウィズ』聖サタニック女学院3 Darkness Memories 主題歌    | 2020年 |